# Teya Dora

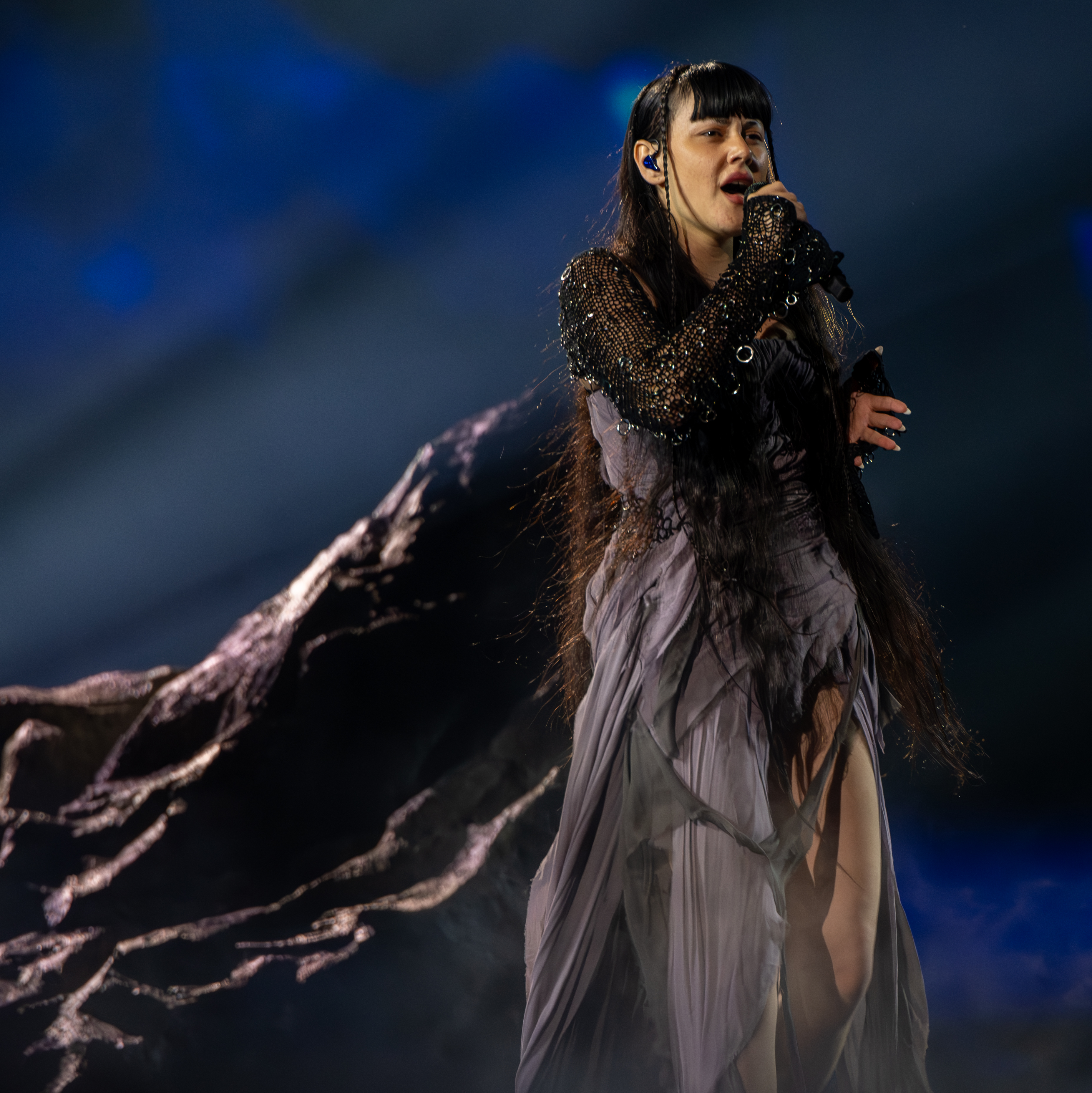
Teya Dora, Eurovision 2024

Teodora Pavlovska (serbisch-kyrillisch Теодора Павловска; * 1. Mai 1992 in Bor), bekannt als Teya Dora, ist eine serbische Sängerin und Songwriterin. Sie hat Serbien beim Eurovision Song Contest 2024 in Malmö mit dem Lied Ramonda vertreten.

## Leben und Karriere
Teodora Pavlovska wurde 1992 in Bor, Serbien, geboren und zog später nach Belgrad. Anschließend studierte sie Musik am Berklee College of Music in Boston.
Sie startete ihre Karriere in der serbischen Musikszene als Songwriterin und Komponistin.
Teya Dora veröffentlichte im Juli 2019 ihr erstes Lied Da na meni je, welches ein Hit wurde. Zwischen 2020 und 2023 schrieb sie mehrere Lieder für die serbische Filmreihe Južni vetar. Ihr Lied Džanum ging dabei auf Tiktok viral und erreichte in den österreichischen Charts Platz 43.
Am 21. Dezember 2023 wurde Teya Dora mit dem Lied Ramonda unter den Teilnehmern von Pesma za Evroviziju 2024, der serbischen Nationalauswahl für den Eurovision Song Contest 2024, bekannt gegeben. Das Lied qualifizierte sich für das Finale und gewann schließlich. Beim Eurovision Song Contest qualifizierte sich Teya Dora für das Finale am 11. Mai 2024, wo sie den 17. Platz belegte.

## Diskografie
Singles
- 2019: Da na meni je
- 2020: Oluja
- 2021: Ulice (mit Nikolija)
- 2022: U ilegali
- 2022: Vozi me
- 2023: Džanum
- 2023: Atamala (mit Albino)
- 2024: Ramonda

## Auszeichnungen für Musikverkäufe
| Goldene Schallplatte - Polen - 2024: für die Single Džanum |

| Land/RegionAuszeichnungen für Musikverkäufe (Land/Region, Auszeichnungen, Verkäufe, Quellen) | Gold  | Platin | Verkäufe | Quellen |
| -------------------------------------------------------------------------------------------- | ----- | ------ | -------- | ------- |
| Polen (ZPAV)                                                                                 | Gold1 | —      | 25.000   | olis.pl |
| Insgesamt                                                                                    | Gold1 | —      |          |         |